# Croix de La Trinité-de-Thouberville
La croix de La Trinité-de-Thouberville est un monument situé à  La Trinité-de-Thouberville, en France.

## Historique
L'édifice est daté du XVe siècle.
La croix est inscrite comme monument historique depuis le 24 novembre 1961.